# 情熱イズム
「情熱イズム」（じょうねつイズム）は、凛の2枚目のシングル。2012年5月9日にLantisから発売された。

## 概要
前作「TRUTH／片翼-ツバサ-の行方」から約5ヶ月ぶりのリリースであり、2012年1作目のシングル。
表題曲「情熱イズム」は、テレビアニメ『カードファイト!! ヴァンガード アジアサーキット編』のエンディングテーマとして使用されている。また、シングル作品のテレビアニメのタイアップは1枚目のシングル「TRUTH／片翼-ツバサ-の行方」から2作連続。
表題曲の作詞は末永茉己作曲は島崎貴光が2曲全て手掛けている。ジャケットは『情熱イズム』を意識した「少年っぽい格好良い内容に仕上がっている。

## 収録曲
（全作詞：末永茉己、作曲・編曲：島崎貴光）
1. 情熱イズム [4:03]
凛曰く「真っ直ぐに頑張っている人や物事、全てを肯定したいと思って書いた。」と明かしており、前作に比べてヴァイオリンのソロが活躍している[1]
タイトルの「情熱イズム」は、ムズイ熱情を逆さまにした言葉遊びになっており、「一つの事に熱心に取り組むことは楽ではない」という思いを込めて付けられた[2]。
2. 夢×現 [4:30]
凛曰く「手のひらの上でもてあそばれているかのような感覚の曲」で、「でも in the NIGHT」、「もうWhat Can I」など日本語と英語を掛け合わせた一風変わった内容になっている。[3][2]
3. 情熱イズム（off vocal）
4. 夢×現（off vocal）